# Arius sumatranus
Arius sumatranus är en fiskart som först beskrevs av Anonymous [bennett och 1830.  Arius sumatranus ingår i släktet Arius och familjen Ariidae. Inga underarter finns listade i Catalogue of Life.